# West Frankfort
West Frankfort est une ville de l'Illinois, située dans le comté de Franklin, aux États-Unis.